# Rhamphomyia hirtula
Rhamphomyia hirtula är en tvåvingeart som beskrevs av Zetterstedt 1842. Rhamphomyia hirtula ingår i släktet Rhamphomyia och familjen dansflugor.
Artens utbredningsområde är Grönland. Inga underarter finns listade i Catalogue of Life.